# Azy-sur-Marne
Azy-sur-Marne település Franciaországban, Aisne megyében. Lakosainak száma 370 fő (2022. január 1.). Azy-sur-Marne Bonneil, Chézy-sur-Marne, Essômes-sur-Marne és Romeny-sur-Marne községekkel határos.

## Népesség
A település népességének változása:
| Lakosok száma | 222  | 326  | 372  | 372  | 408  | 396  | 389  | 384  | 379  | 370  |
|               | 1968 | 1982 | 1990 | 2006 | 2013 | 2015 | 2017 | 2019 | 2020 | 2022 |